# 39e législature de l'Ontario
La 39e législature de l'Ontario commence le 29 novembre 2007 et prend fin le 1er juin 2011. Ses membres ont été élus lors de l'élection générale tenue le 10 octobre 2007.

## Sessions
Il y a eu deux sessions à la 39e législature.
| Session | Début            | Fin           |
| ------- | ---------------- | ------------- |
| 1re     | 29 novembre 2007 | 4 mars 2010   |
| 2e      | 8 mars 2010      | 1er juin 2011 |